# Scyllarides brasiliensis
Scyllarides brasiliensis är en kräftdjursart som beskrevs av Rathbun 1906. Scyllarides brasiliensis ingår i släktet Scyllarides och familjen Scyllaridae. IUCN kategoriserar arten globalt som livskraftig. Inga underarter finns listade i Catalogue of Life.